# Merate
De stad Merate is gelegen in de Noord-Italiaanse regio Lombardije, in de provincie Lecco. Merate ligt in de streek Brianza op korte afstand van de rivier de Adda. In de vierde eeuw wordt voor het eerste vermelding van de stad gemaakt die dan nog de naam Melatum  draagt. Pas is 1991 is aan Merate de stadstatus toegekend.
In Merate staat sinds 1924 een belangrijk astronomisch observatorium. Het is destijds gebouwd omdat de Milanese astronomen veel hinder hadden van luchtvervuiling in het stadscentrum van Milaan. In het centrum staan een aantal interessante bouwwerken zoals de 14de-eeuwse Sant'Ambrogio, het majestueuze Palazzo Belgiojoso van begin 1300, en het Palazzo Prinetti uit 1702.
Even ten noorden van Merate ligt het meer Lago di Sartirana. Het is ontstaan tijdens de laatste ijstijd en vormt tegenwoordig een oase van rust in de dichtbevolkte Brianza. Het meer, met een oppervlakte van ongeveer 10 hectare, en zijn oevers zijn in 1990 tot beschermd regionaal natuurgebied verklaard.

## Geboren
- Gianfranco Ravasi (1942), geestelijke, hebraïcus, Bijbelexegeet en kardinaal
- Marco Motta (1986), voetballer

## Foto's

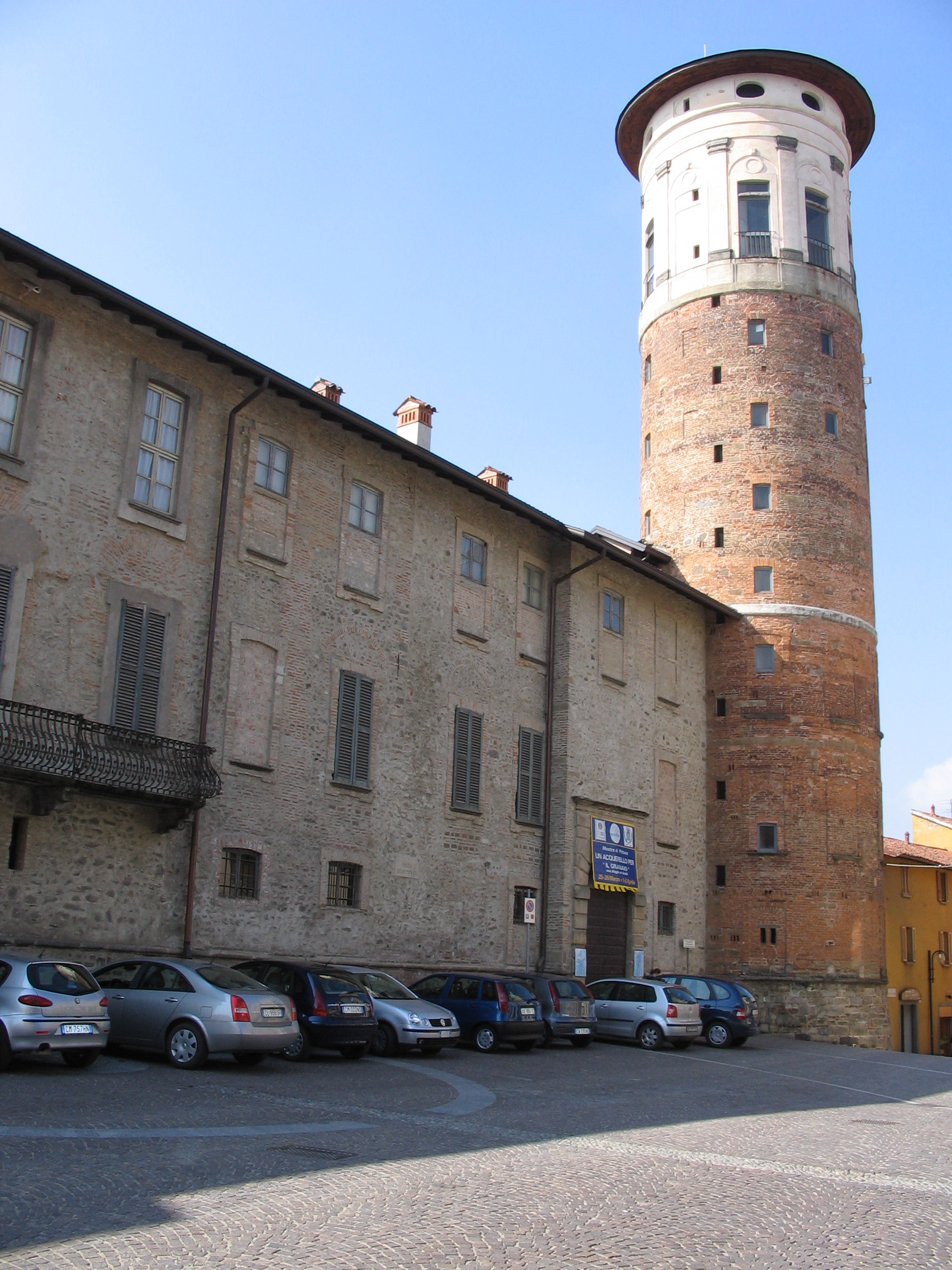
Palazzo Prinetti